# ジェラルド・セオアネ
ジェラルド・セオアネ・カストロ（Gerardo Seoane Castro、1978年10月30日 - ）は、スイス・ルツェルン出身の元サッカー選手、現サッカー指導者。現在はブンデスリーガのボルシアMGで監督を務める。現役時代のポジションはDF、MF。

## 指導者経歴
自身がプロデビューと現役ラストクラブを経験したクラブであるFCルツェルンの下部組織で指導者としてのキャリアをスタートさせた。2012-13シーズンに1試合のみ暫定監督としてルツェルンのトップチームで指揮を執った後、2017-18シーズンの1月からシーズン終了まで正式にトップチームの監督として指導にあたった。
2018年6月2日、スイス・スーパーリーグのBSCヤング・ボーイズにアドルフ・ヒュッター監督の後任として招聘された。指導1シーズン目の2018-19シーズン、クラブを通算13度目のリーグ優勝に導き、UEFAチャンピオンズリーグではクラブ史上初の予選突破を達成し、グループステージへと駒を進めたが、グループ最下位でCLを終えた。2シーズン目は、国内2冠となるリーグ優勝とスイス・カップ優勝を果たした。
2021年5月19日、2021-22シーズンよりバイエル・レバークーゼンの指揮を執ることが発表された。2021-21シーズンは自身の目指す攻撃的なスタイルでクラブ記録となるリーグ戦80得点を記録し、UEFAチャンピオンズリーグ出場圏内となるリーグ戦3位にクラブを導いた。しかし、翌シーズンはシーズン開幕からクラブワースト記録となるリーグ戦4連敗を喫し、10月に入っても状況は好転しなかったため、解任された。
2023年7月6日、ボルシア・メンヒェングラートバッハの監督に就任した。

## 人物
セオアネはスイスのルツェルンに生まれたが、両親はガリシア州出身のスペイン人であるため、スイス国籍とスペイン国籍を持つ。また、ドイツ語や英語、スペイン語、フランス語、ポルトガル語を流暢に話せる。

## タイトル

### 指導者
BSCヤング・ボーイズ
- スーパーリーグ : 3回 (2018-19, 2019-20, 2020-21)
- スイス・カップ : 1回 (2019-20)